# إيميل أفراسيياب
إيميل أفراسيياب (بالأذرية: Emil Əfrasiyab) – عازف بيانو، عازف جاز أذربيجاني، فنان مكرم لأذربيجان (2011).

## سيرة ذاتية ونشاته
ولد إيميل أفراسيياب في27 يونيو، عام 1982, بعاصمة باكو. تخرج من كلية بيانو (صف فرحاد بدلبيلي) لأكاديمية باكو للموسيقى بين 2000-2006.
إميل أفراسياب هو عازف الارتجال الاصطناعي في مختلف الأنواع، في محاولة لسد الفجوة بين التقاليد والحداثة.
و يمثل إيميل أفراسيياب الموسيقى الأذربيجانية في مختلف بلدان العالم (ألمانيا، وإنجلترا، وفرنسا، وبلغاريا، والمجر، وكوبا، والمكسيك، والصين، وينان وما إلى ذلك).
حصل على «رغبة المشاهد» بعد أدائه ناجحا في منافسة مونترو جاز الدولية لعاوفين بيانو في 2011. كما أدى الناجح في مهرجان منعقد بباكو في 2002 و2003 و2004. تم تكريم بلقب فنان مستحق لجمهورية أذربيجان في 2011.
في الوقت الحاضر القى إيميل أفراسيياب تعليمه في كلية باركلي للموسيقى في مدينة بوسطن لأمريكيا.
إقترح الممثل الفرنسي جيرارد ديبارديو إميل أفراسياب لتأليف موسيقى الفيلم الوثائقي لعام 2012 «ألكسندر دوما في أذربيجان» من قبل المخرجين الفرنسيين.